# Yūsuke Yamamoto
Yūsuke Yamamoto (山本 裕典?, Yamamoto Yūsuke; Toyokawa, 19 gennaio 1988) è un attore giapponese, scritturato dall'agenzia Ever Green Entertainment la sua prima apparizione è stata nel 2005 sulla rivista Junon.
Yūsuke ha partecipato presto a diversi dorama televisivi giapponesi di successo ed è anche apparso in alcuni film: il suo debutto è datato 2006 con Kamen Rider Kabuto, ma si è fatto conoscere a partire dall'anno successivo per la sua partecipazione alla versione live action di Hana-Kimi (manga) a fianco di Shun Oguri e Tōma Ikuta, ove rappresenta uno degli allievi più sensibili e "mistici".
Altre sue interpretazioni di qualità sono quelle date in Atashinchi no Danshi del 2009 (in cui è un modello che ha la fobia nei confronti delle ragazze), Tumbling (serie televisiva) del 2010 (dove interpreta un teppista che si mette a fare danza artistica), entrambi a fianco dell'amico e collega Kōji Seto ed Ouran High School Host Club (serie televisiva) del 2011; nello stesso anno ha anche un ruolo nel live dedicato a Paradise Kiss (film).
Dal 2012 al 2014 fa parte del cast di Great Teacher Onizuka, riproposizione dell'omonimo manga e anime di successo, per entrambe le stagioni e nei tre special derivati. Sempre nel 2012 prende parte alla pellicola cinematografica di genere horror intitolata Sadako 3D, mentre nel 2013 appare in Last Cinderella affiancando il protagonista Haruma Miura.

## Filmografia

### Cinema
| Anno | Titolo                                              |
| ---- | --------------------------------------------------- |
| 2006 | Kamen Rider Kabuto: God Speed Love                  |
| 2006 | Wanna be FREE! Tokyo Girl                           |
| 2008 | Handsome Suit                                       |
| 2009 | Rookies－Sotsugyo－                                 |
| 2009 | MW (manga)                                          |
| 2009 | Ooarai ni mo Hoshi wa Furunari 大洗にも星はふるなり |
| 2011 | Paradise Kiss                                       |
| 2012 | Ouran High School Host Club (film)                  |
| 2012 | Sadako 3D                                           |

### Televisione
| Anno      | Titolo                                          | Personaggio                           | Canale televisivo |
| --------- | ----------------------------------------------- | ------------------------------------- | ----------------- |
| 2006      | Kamen Rider Kabuto                              | Kamishiro Tsurugi-Kamen Rider Sasword | TV Asahi          |
| 2007      | Himitsu no Hanazono                             | Tachikawa Takumi                      | Fuji TV           |
| 2007      | Puzzle (serie televisiva)                       | Imamura Shinichi                      | TV Asahi          |
| 2007      | Oniyome Nikki 2                                 |                                       | Fuji TV           |
| 2007      | My Fair Boy!                                    |                                       | TBS               |
| 2007      | Hanazakari no Kimitachi e                       | Kayashima Taiki                       | Fuji TV           |
| 2007      | Team Medical Dragon 2 (Iryu 2)                  |                                       | Fuji TV, epi 2-3  |
| 2008      | Puzzle 2                                        | Imamura Shinichi                      | TV Asahi          |
| 2008      | Taiyō to umi no kyōshitsu                       | Kawabe Eiji                           | Fuji TV           |
| 2008      | Odaiba Tantei Shuchishin Hexagon Satsujin Jiken |                                       | Fuji TV           |
| 2008      | Hanazakari no Kimitachi e SP                    | Kayashima Taiki                       | Fuji TV           |
| 2009      | RESCUE                                          | Fudo Masashi                          | TBS               |
| 2009      | Atashinchi no Danshi                            | Okura Masaru                          | Fuji TV           |
| 2009      | Ninkyo Helper                                   | Izumi Reiji                           | Fuji TV           |
| 2010      | Shaken BABY!                                    | Odagaki Hiroshi                       | Fuji TV           |
| 2010      | Rinne no Ame                                    | Kouhei Mikami                         | Fuji TV           |
| 2010      | Sotsu Uta                                       | Miki Yasuki                           | Fuji TV           |
| 2010      | Tumbling (serie televisiva)                     | Wataru Azuma                          | TBS               |
| 2011      | Ouran High School Host Club (serie televisiva)  | Suou Tamaki                           | TBS               |
| 2011      | Aji Ichimonme                                   |                                       | TV Asahi          |
| 2011      | Ninkyo Helper SP                                | Izumi Reiji                           | Fuji TV           |
| 2012-2014 | Great Teacher Onizuka (serie televisiva 2012)   | Saejima Toshiyuki                     | Fuji TV           |
| 2013      | Apoyan                                          | Edamoto Hisao                         | TBS               |
| 2013      | Last Cinderella                                 |                                       | Fuji TV, ep. 6-7  |
| 2013      | Yamada-kun to Nananin no Majo                   |                                       | Fuji TV           |

### Doppiaggio
| Anno | Titolo                                         | Personaggio   | Note       |
| ---- | ---------------------------------------------- | ------------- | ---------- |
| 2011 | Il professor Layton e la maschera dei miracoli | Randall Ascot | videogioco |
| 2014 | Lost Dimension                                 | Sho Kasugai   | videogioco |